# Fiesta del Estandarte

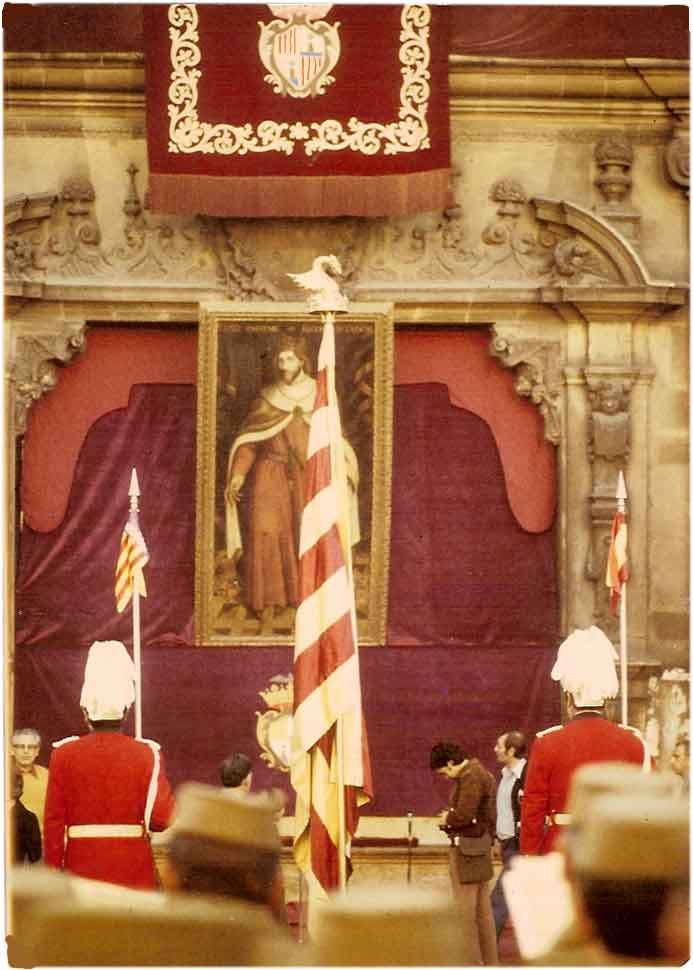
Fiesta del Estandarte

La Fiesta del Estandarte (en catalán: Festa de l'Estandard) o Fiesta de la Conquista es una celebración que tiene lugar en Palma de Mallorca cada 31 de diciembre con el motivo de conmemorar la caída y captura de la ciudad por parte de las tropas de Jaime I de Aragón durante la conquista de la isla de Mallorca que comenzó en 1229. 
Está considerada como una de las celebraciones civiles más antiguas de Europa, ya que se remonta al siglo XIII. Asimismo, se encuentra tipificada como la fiesta más antigua en su categoría de la Corona de Aragón, además de servir de modelo para las que posteriormente llegaron a celebrarse en Menorca, Ibiza, Valencia y Nápoles.
A lo largo de la historia, ha sufrido cambios de adaptación a las nuevas costumbres culturales y sociales, teniendo como principal ceremonia la colocación del estandarte en el centro de la plaza de Cort, en Palma de Mallorca. Su inicio comienza con una serie de actos constitucionales y con la lectura de un pregón que comenta la actividad festiva.
Durante su celebración, se lleva a cabo una ofrenda floral a la estatua de Jaime I situada en la plaza de España de Palma. Se cree que el nombre de la festividad hace alusión al soldado que colocó el estandarte real en una de las torres de defensa de la ciudad y avisó al resto de las tropas cristianas que podían comenzar el asalto, pues el camino se encontraba libre de musulmanes.